# Samouraï Jack
Samouraï Jack (version originale : Samurai Jack) est une série télévisée d'animation américaine, créée par Genndy Tartakovsky, initialement diffusée entre le 10 août 2001 et le 25 septembre 2004 sur la chaîne de télévision Cartoon Network aux États-Unis. En France, la série a été diffusée pour la première fois sur Cartoon Network courant 2001 dans l'émission Toonami. Les cinq premiers épisodes seront également diffusés sur France 3 dans le cadre de l'émission F3X. En Belgique, la série fut diffusée sur Club RTL. 
La série animée est de retour pour une cinquième et dernière saison le 11 mars 2017 sur Adult Swim et diffusé le 16 octobre 2019 sur Adult Swim (France). Dès le 2 mai 2019, Toonami propose la série à son public, dans une version remasterisée.
Au Canada, la série a d'abord été diffusée sur YTV et plus tard sur Adult Swim Canada.

## Scénario
Les aventures de Jack, un samouraï qui a pour quête de vaincre Aku, le plus dangereux démon du monde. Lors de leur premier affrontement dans ce qui semble être le Japon d'autrefois, le samouraï, à deux doigts de la victoire, baisse sa garde et se retrouve téléporté dans un futur lointain, où aliens, cyborgs et humains cohabitent. Aku n'ayant pas été vaincu, le monde entier est sous sa domination. L'objectif du samouraï est dès lors de retourner dans son passé afin d'empêcher la réalisation de ce sombre futur.

## Personnages

### Personnages principaux
- Jack (VF : Damien Boisseau, VO : Phil LaMarr) — Samouraï Jack est le fils de l'empereur japonais qui a régné en maître à l'endroit même où Aku est originellement apparu sur terre, et qui vainquit Aku une première fois avant le retour de ce dernier.
- Aku (VF : Olivier Proust (saison 1), Med Hondo (saisons 2-4), Bernard Métraux (saison 5), VO : Makoto Iwamatsu (saisons 1-4), Greg Baldwin (saison 5)) — Aku est né d'une créature informe issue du néant cosmique et fut vaincu par Odin, Rāma et Râ.

- Ashi (VF : Maryne Bertieaux, VO : Tara Strong) — Apparaissant dans la saison 5, Ashi fut d'abord une ennemie de Jack en tant que meneuse des Sept filles d'Aku, élevées et formées par une secte vouant un culte au démon. Ses sœurs seront toutes tuées par Jack et Ashi demeurera la seule survivante.

### Personnages secondaires
- Hector — Vêtu d'une blouse blanche et de lunettes de protection vertes, Hector est facilement identifiable en tant que scientifique brillant. Ayant travaillé pour le compte d'Aku, Hector a créé une série de 8 robots, véritables armes de guerre, inspirés des techniques de Jack.

- L'Écossais (VF : Jean-Loup Horwitz, VO : John DiMaggio) — Sans nom connu, l'Écossais (« the Scotsman » dans la version originale) est un personnage récurrent dans la série. C'est l'antithèse de Jack, un personnage expansif, brutal et peu élégant. Fier highlander, il cultive bon nombre de clichés sur la culture écossaise. Roux, joueur de cornemuse, porteur de kilts et membre d'un clan, c'est aussi un grand amateur de bière et de panse de brebis farcie.

- L'Homme-singe — Autre personnage sans nom, l'homme-singe est un ancien esclave parvenu à s'échapper alors qu'il n'était qu'un enfant. Recueilli au cœur de la forêt par une tribu de singes sauteurs qui lui apprirent à effectuer des bonds de géant, il apprend à son tour à Jack à sauter, en échange de quoi Jack apprend à la tribu à se défendre contre d'autres tribus agressives.

- Demongo — Aussi appelé « le collectionneur d'âmes », Demongo est un démon au service d'Aku, dont l'unique talent est de capturer les esprits de guerriers vaincus. S'il est lui-même dénué de force physique et de pouvoirs offensifs, ce démon dispose de plus de 1 000 esprits qu'il invoque à volonté pour se protéger, se tenant lui-même à distance de la mêlée. Détruit par Jack, il revient à la vie dans la saison 5 cherchant à se reconstruire une armée, il arrive au bar de Sam-Moo-Rhai et constate qu'il n'est pas au bon endroit pour récolter des âmes avant de repartir.

- Ikra — Mystérieuse et séduisante jeune femme vêtue de noir, Ikra est également une talentueuse guerrière. Elle accompagne Jack dans un voyage à travers le désert pour récupérer un joyau magique, et lui révèle l'histoire tragique de son père, emprisonné dans un cercle de feu par Aku pour le punir de s'être dressé contre lui. Il s'avère plus tard qu'il s'agit de Aku, déguisé, et qu'il a aidé Jack pour trouver le joyau et le détruire.

- Mad Jack (VF : Damien Boisseau, VO : Phil LaMarr) — Version maléfique de Jack créée par Aku pour l'affronter, Mad Jack a la force et les techniques de Jack, et puise son existence dans la colère et la haine de son original. Le combat entre Jack et son double ne se résoudra pas les armes à la main, mais lorsque Jack, parvenant à faire le vide à l'intérieur de lui, se débarrassera de sa colère, mettant fin à l'existence de Mad Jack.

- Zek et Josie — Ex-mari et femme, Ezekiel, alias Zek-mains-de-fer et Josie dite la Flingueuse sont deux chasseurs de primes du Far West. À la suite de leur rupture, à Kansas City, le juge qui prononça le divorce interdit à Josie de s'approcher à moins de 150 mètres de Zek.

- Les Imakandi — Peuple de chasseurs aux visages de lion, envoyés par Aku pour chasser Jack. Très doués dans le combat, ils sont capables de neutraliser facilement le samouraï qui n'a plus eu d'autre choix que de fuir. Ils suivent cependant un code d'honneur et peuvent laisser la vie à leur proie dont la chasse les a grandement satisfaits. Aussi ils refuseront de livrer le samouraï à Aku, jugeant ce dernier digne d'être libre.

- Sam-Moo-Rhai — Mercenaire prétendant être Samouraï, c'est un m'as-tu-vu se vantant d'être le meilleur combattant à l'épée. Croisant Jack dans un bar, il se moque de lui et le défie en combat singulier. Ce dernier l'humilie en le battant avec des tiges de bambou, ne l'estimant pas digne d'affronter sa lame. Plus tard quand des robots de Aku attaquent le bar, Sam-Moo-Rhai sauve Jack en se prenant un coup de laser à sa place. Après que Jack ait détruit les robots, il félicite le mercenaire lui disant qu'il a fait un premier pas vers la voie du Samouraï. Sam-Moo-Rhai court alors après Jack pour apprendre d'autres leçons, le surnommant "Senseï". Dans la saison 5, Sam-Moo-Rhai a raccroché son épée et est devenu le nouveau propriétaire du bar dans lequel il a rencontré Jack, accueillant d'anciens ennemis de ce dernier. Il racontera à Ashi comment Jack lui a ouvert les yeux sur la vrai sens d'être Samouraï ainsi que de ses exploits.

- Scaramouche (VF : Jérôme Pauwels) — Androïde assassin à la solde de Aku, dont il prétend être le préféré (il n'est en fait que le troisième favori du démon). Il apparaît dans la saison 5. Il se bat généralement avec un sabre, ainsi qu'une dague-diapason qui peut détruire tout ce qu'elle touche.

- Inner Jack (VF : Damien Boisseau, VO : Phil LaMarr) — Manifestation émotionnelle, il est la part sombre et refoulée de Jack. Inner Jack se manifeste après que Jack ait perdu tout espoir de rentrer chez lui et le hante pendant une grande partie de la saison 5.

- La Grande Prêtresse (VF : Élisabeth Fargeot) — Chef d'une secte vouant un culte à Aku, elle donnera naissance à sept enfants qu'elle formera pour éliminer Jack. Apprenant leur défaite face au samouraï et la trahison d'Ashi, la Grande Prêtresse partira à leur recherche. Elle sera finalement tuée par Ashi.

## Épisodes
Les saisons 1 à 4 ont été diffusées du 10 août 2001 au 25 septembre 2004 sur Cartoon Network. Elles sont chacune composée de treize épisodes d'une vingtaine de minutes.
La saison 5 a été diffusée à partir du 11 mars 2017 sur Adult Swim. Elle est composée de dix épisodes.
L'intégralité de la série est proposée dès le mois de mai 2019 sur la chaîne d'animation Toonami. Compte tenu du ton sombre de la série animée, la chaîne ne la diffuse qu'à partir de 21 heures et à des horaires tardifs, en version non censurée néanmoins.

## Production
L'univers de ce dessin animé est très graphique et chaque épisode propose à la fois un univers différent (le Chicago des années 1920, un monde de robots, la recherche spatiale, une maison japonaise hantée, etc.), une esthétique idoine, et un pari graphique (personnages en noir et blanc dans un univers blanc et noir, etc.) Le dénuement des dialogues instaure aussi une atmosphère caractéristique. Samouraï Jack ressemble, physiquement, au Professeur Utonium dans Les Supers Nanas, de plus, une partie du monde dévasté semble être la ville de Townsville, la ville principale dans  Les Supers Nanas. Samouraï Jack relate fréquemment certaines apparitions d'entités de panthéons et de créatures de légende. Dans un épisode, Odin, Ra, et Rama joignent leurs forces pour vaincre une force maléfique qui deviendra plus tard Aku. Un autre épisode référence Zeus et Kronos, des dieux grecs. Samouraï Jack tire occasionnellement des intrigues d'histoires déjà existantes. Dans un épisode, Jack combat aux côtés de 300 guerriers défendant leur territoire d'une armée de robots. L'histoire est tirée de la Bataille des Thermopyles.[réf. nécessaire]
Le départ de Tartakovsky de Cartoon Network en automne 2005 a sonné le glas de cette série culte, qui restera inachevée jusqu'à ce qu'une cinquième saison soit annoncée pour le 11 mars 2017.

## Médias
Les jeux vidéo Samurai Jack : The Shadow of Aku sur GameCube et PlayStation 2 et Samurai Jack : The Amulet of Time sur Game Boy Advance ont été commercialisés durant 2002 et 2004. Cartoon Network Universe : FusionFall est un autre jeu vidéo dérivé de la série.
Comme d'autres émissions de Cartoon Network, les DVD de Samouraï Jack ont été commercialisés par Warner Home Video entre 2003 et 2007 aux États-Unis et possèdent une piste audio française. 
| DVD                               | Année           | Information additionnelle |
| --------------------------------- | --------------- | --- |
| Samurai Jack : The Premiere Movie | 22 juillet 2003 | Le DVD contient le film en Dolby Digital 5.1. Inclus un épisode inédit. Également en cassette vidéo.                                             |
| Samurai Jack : Season One         | 4 mai 2004      | 2 disques DVD incluant 13 épisodes de la première saison. Inclus également des scènes inédites, des dessins jamais diffusés et des commentaires. |
| Samurai Jack : Season Two         | 24 mai 2005     | 2 disques DVD incluant 13 épisodes de la deuxième saison.                                                                                        |
| Samurai Jack : Season Three       | 23 mai 2006     | 2 disques DVD incluant 13 épisodes de la troisième saison.                                                                                       |
| Samurai Jack : Season Four        | 28 août 2007    | 2 disques DVD incluant 13 épisodes de la quatrième saison. Inclus également certaines scènes coupées et autres goodies.                          |